# 8857 Cercidiphyllum
8857 Cercidiphyllum è un asteroide della fascia principale. Scoperto nel 1991, presenta un'orbita caratterizzata da un semiasse maggiore pari a 2,4203252 UA e da un'eccentricità di 0,1714089, inclinata di 2,26112° rispetto all'eclittica.